# Nils Lamby
Nils Iwan Lamby (Estocolm, 29 d'octubre de 1885 - Estocolm, 15 de gener de 1970) va ser un regatista suec que va competir a començaments del segle xx.
El 1912 va prendre part en els Jocs Olímpics d'Estocolm, on va guanyar la medalla de plata en la categoria de 12 metres del programa de vela, a bord de l'Erna Signe.